# Amsterdam (Ohio)
Amsterdam es una villa ubicada en el condado de Jefferson en el estado estadounidense de Ohio. En el Censo de 2010 tenía una población de 511 habitantes y una densidad poblacional de 618,49 personas por km².

## Geografía
Amsterdam se encuentra ubicada en las coordenadas 40°28′18″N 80°55′18″O / 40.47167, -80.92167. Según la Oficina del Censo de los Estados Unidos, Amsterdam tiene una superficie total de 0.83 km², de la cual 0.83 km² corresponden a tierra firme y (0%) 0 km² es agua.

## Demografía
Según el censo de 2010, había 511 personas residiendo en Amsterdam. La densidad de población era de 618,49 hab./km². De los 511 habitantes, Amsterdam estaba compuesto por el 99.02% blancos, el 0% eran afroamericanos, el 0.2% eran amerindios, el 0.2% eran asiáticos, el 0% eran isleños del Pacífico, el 0% eran de otras razas y el 0.59% pertenecían a dos o más razas. Del total de la población el 0.98% eran hispanos o latinos de cualquier raza.